# ذا ناشيونال إرى
ذا ناشيونال إرى جريدة نشطت في مجال إلغاء العبودية في الولايات المتحدة، صدرت أسبوعياً في واشنطن العاصمة من عام 1847 إلى عام 1860. كل عدد يحتوي على أربع صفحات من سبعة أعمدة لكل منها. عرضت أعمال جون جرينليف ويتير، الذي عمل كمحرر مشارك، وأول منشور نُشر فيها كسلسلة، كان كوخ العم توم لهارييت بيتشر ستو عام (1851).